# Sint-Jozef Werkmankerk (Veerle-Heide)

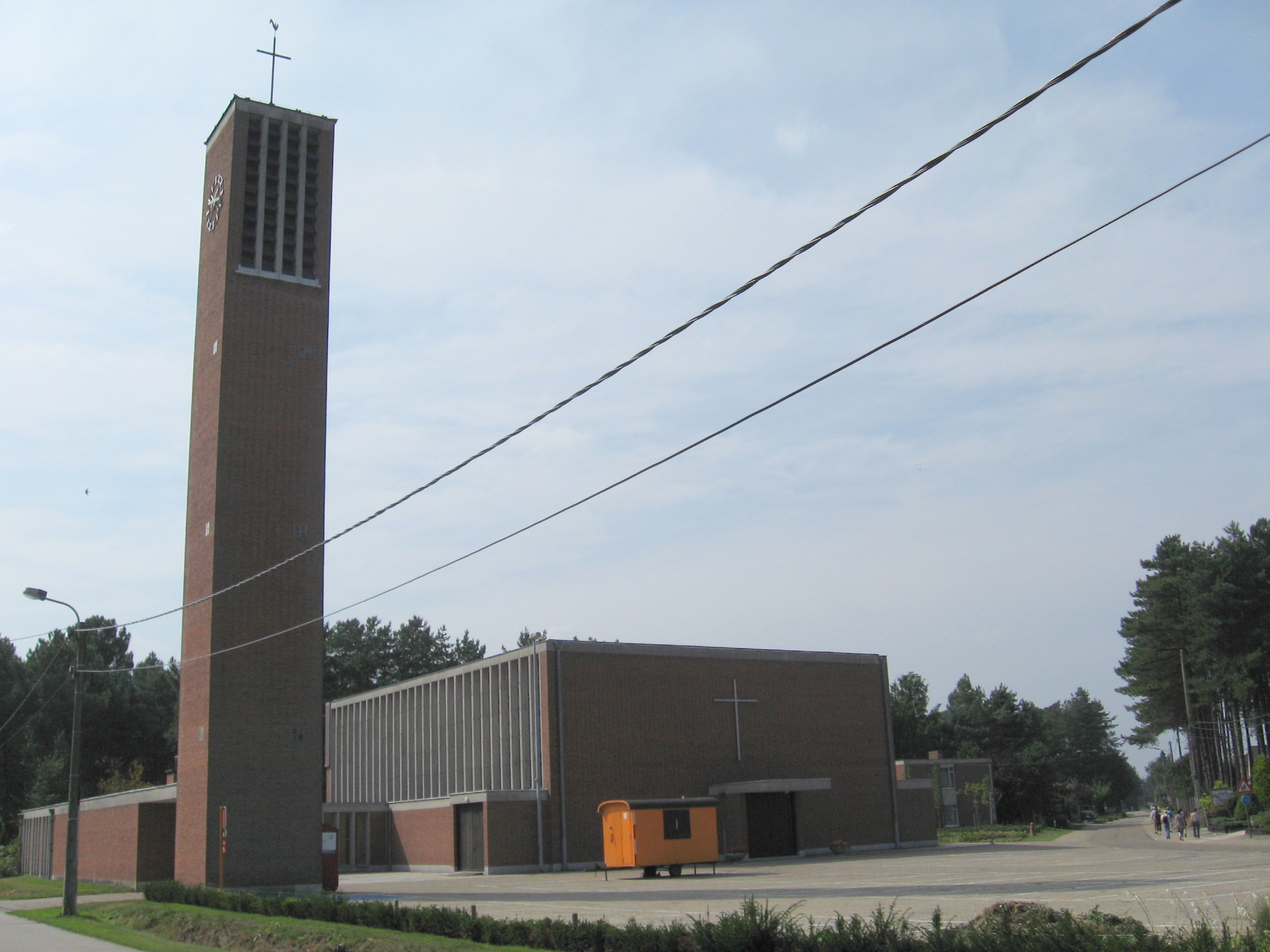
Sint-Jozef Werkmankerk

De Sint-Jozef Werkmankerk is de parochiekerk van de tot de Antwerpse gemeente Laakdal behorende plaats Veerle-Heide, gelegen aan de Zandstraat 9.
De kerk werd gebouwd in 1967-1969 naar ontwerp van René Joseph van Steenbergen, nadat het in de 20e eeuw sterk gegroeide gehucht een zelfstandige parochie werd. De kerk, in de stijl van het naoorlogs modernisme, is een sobere zaalkerk op rechthoekige plattegrond met een plat dak. De kerk is in baksteen gebouwd met een opengewerkte gevel. De kerk bezit een vrijwel losstaande vlakopgaande bakstenen klokkentoren.
Uitwendige versieringen zijn, op een sober kruis bij de ingang, niet aanwezig.